# Oxirenă
Oxirena este un compus heterociclic triciclic, nesaturat, cu oxigen, cu formula chimică C2H2O. Este analogul nesaturat al oxiranului. Compusul este instabil, însă experimentele indică faptul că oxirene substituite pot fi implicate în transpoziții carbonil-carbenă din cadrul reacției de transpoziție Wolff. Unele modele computațională sugerează că oxirenele ar fi intermediari de reacție în reacția de ozonoliză a alchinelor.